# Асклепий Тралльский
Аскле́пий Тра́лльский (др.-греч. Ἀσκληπιός ὁ Τραλλιανός; ум. 560/570) — философ-неоплатоник, представитель Александрийской школы неоплатонизма, ученик Аммония, сына Гермия.
Сохранились две работы Асклепия (по-видимому, записи лекций Аммония, сына Гермия):
- комментарий к «Метафизике» Аристотеля, кн I—VII.;
- комментарий к «Никомаховой Этике» Аристотеля.